# 中國澱粉
中國澱粉控股有限公司，簡稱中國澱粉控股，以及中國澱粉（英語：China Starch Holdings Limited，港交所：3838），於1998年由田其祥（董事長）、高世軍（首席執行官），以及于英全在山東省寿光市（總部）成立「山东寿光巨能金玉米开发有限公司」，也就是開始以發電形式而設。
2004年，「巨能金玉米开发」和美国玉米制品国际有限公司（伊克迪安旗下）組成「寿光金远东变性淀粉有限公司」。
業務在中國內地經營生產和銷售玉米淀粉、变性淀粉和L－赖氨酸、淀粉糖、生物肥料，及生产供应电力、热力。
股份在2007年9月27日於港交所主板上市。招股價為2.22港元，全球發售為1.5億股，集資額為3.5億港元。

## 連結
- jnjym.com（页面存档备份，存于）
- chinastarch.com.hk（页面存档备份，存于）